# Carnassière
Pour les articles homonymes, voir Carnassier.
Pour les animaux carnassiers, voir Carnivore (régime alimentaire).

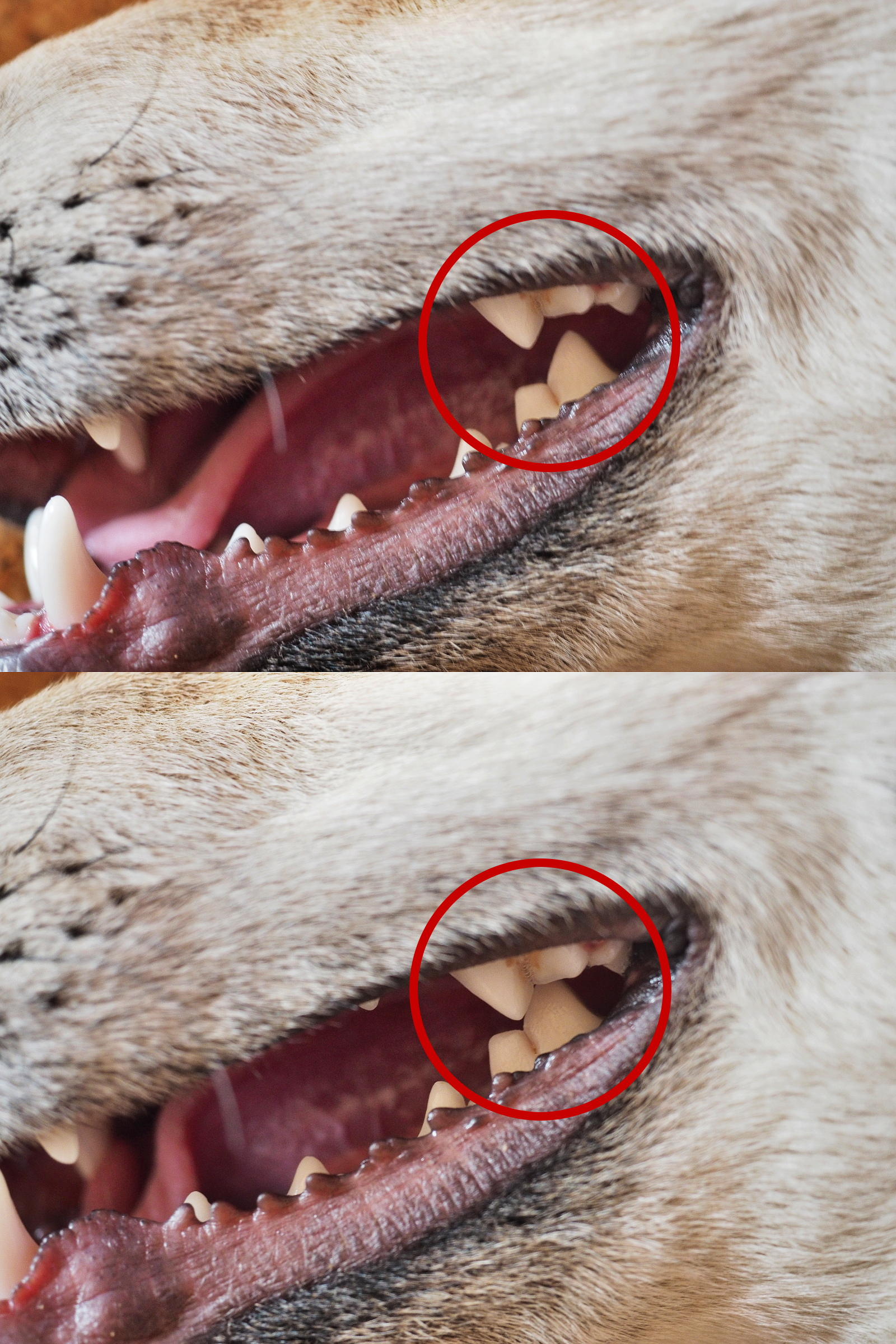
Carnassières d'un chien

- La carnassière est une dent destinée à « déchirer » la viande.

Les carnassières sont notamment une des caractéristiques de l'ordre des Carnivora et des Creodonta où la dernière prémolaire supérieure et la première molaire inférieure forment une paire de dents carnassières.
- Une carnassière est une besace ou gibecière de chasseur. Le mot désigne le sac dans lequel le chasseur place le gibier tué[1]. Par extension il désigne d'autres genres de besaces.